# 剧集
劇集是指在电视频道或互联网上播映的单元剧或連續劇作品，其中在電視上播放的叫電視劇、在网络上播放的叫網絡劇。广义上以广播形式播送的广播剧集也属于剧集的一种。

## 按制作形式分类

### 改编剧
根據漫畫、動畫、遊戲、小說、電影等作品重新編寫成新的劇本，拍攝而成的劇集。

### 翻拍剧
根据旧的剧集，重新拍摄而成的剧集。

### 原创剧
不是根據其他形式的作品改編，而是編劇自己構思編寫原創劇本，拍攝而成的劇集。

### 自制剧
由電視台或網站自己選擇題材、組織劇本、拍攝，並在自家電視頻道或網絡平台獨家首播的劇集。

### 合拍剧
是指两个或两个以上的地区共同集资、合作拍摄的剧集。

## 按集数分类
- 单集剧：一集播毕。
- 单元剧：一单元若干集数，单元之间情节相对独立。
- 系列剧：一系列若干集数，系列之间情节相对连贯。
- 连续剧：全集故事情节完全连贯。

### 单集剧
单集剧是一种类似电视电影的形式，集数只有一集，长度多在一小时以上，有别于时间短的微电影。
例如在公视人生剧展平台上播放的戏剧。

### 单元剧
单元剧是一种剧集的表达形式，与连续剧和系列剧不同的是，单元剧由若干相对独立的单元构成。每个单元的长度大小不定。
此外，台湾也将一些相对独立的短篇电影称之为单元剧。
在港澳地区，单元剧有时会被称为“处境剧”，也有“处境喜剧”的讲法。

### 系列剧
系列剧是一种类似连续剧的形式，它有几个主要人物贯穿全剧，但故事情节并不连贯，每集或几集都是一个完整的、独立的故事，观众可以连续收看，也可以任意选看其中的几集。

### 连续剧
连续剧的故事情节较为曲折复杂，剧中人物往往数量较多，主要人物和情节都是连贯的。

## 按主题分类

### 格式 (format)
- 電視劇
- 廣播劇
- 網絡劇
- 單集劇
- 單元劇
- 連續劇
- 系列劇
- 改編劇
- 翻拍劇
- 動畫劇
- 動畫迷你劇
- 戲曲
- 類戲劇
- 故事剧/劇情劇
- 音樂歌舞劇
- 舞台藝術劇
- 合拍劇
  - 兩岸合拍劇
- 迷你劇

### 观众 (audience)
- 儿童劇
- 青春劇
- 肥皂劇
- 偶像劇
- 同志劇

### 場境 (setting)
- 鄉土劇
- 動作劇/武打劇
  - 間諜劇
  - 動作驚悚劇
  - 超級英雄劇
- 警匪劇
- 醫療劇
- 武俠劇
- 古裝劇
- 宮廷劇
  - 宮鬥劇
  - 清宮劇
- 神話劇
- 穿越劇
- 功夫劇
- 時代劇
- 運動劇
- 戰爭劇
  - 抗戰劇
- 軍旅劇
- 政治劇
- 歷史劇
- 災難劇
  - 末日劇
- 冒險劇
- 西部劇
- 玄幻劇
- 奇幻劇
- 科幻劇
- 公路劇
- 賀歲劇

### 心情 (mood)
- 劇情劇
  - 犯罪劇
  - 歷史劇
  - 倫理劇
    - 家庭倫理劇

  - 文獻紀錄劇
  - 律政劇
  - 心理劇
- 悲劇
- 喜劇
  - 情景喜劇
  - 儀態喜劇
  - 棍棒喜劇
  - 黑色喜劇
  - 恐怖喜劇
  - 浪漫喜劇
  - 劇情喜劇
- 青春劇
- 愛情劇
- 恐怖劇
  - 殭屍劇
  - 喪屍劇
- 懸疑劇
- 邪典劇

### 色情 (porn)
- 情色劇
- 色情劇

### 地區（area）
- 華語劇集
  - 陆劇
  - 台劇
  - 港劇
- 美劇
- 日劇
- 韓劇
- 泰劇